# Walter Elbert Barton
Walter Elbert Barton (auch Walter E. Barton, * 7. November 1886 in Wadesville, Posey County, Indiana, USA; † 21. Oktober 1983 in Washington D.C., USA) war ein US-amerikanischer Anwalt.

## Leben

### Familie und Ausbildung
Der aus der im US-Bundesstaat Indiana gelegenen Unincorporated Area Wadesville gebürtige Walter Elbert Barton, älteres von zwei Kindern des Anson Barton  (1861–1914) und der Sophia Ann Blackburn Barton (1865–1952), studierte in den Jahren 1903 bis 1905 an der Indiana State Normal School in Terre Haute. In den Jahren 1908 bis 1909 widmete er sich dem Studium der Rechtswissenschaften an der University of Colorado, 1914 graduierte er cum laude zum Bachelor of Laws an der George Washington University.
Walter Elbert Barton vermählte sich am 6. Dezember 1917 mit der 1953 verstorbenen Martha R. Browning. Der Verbindung entstammen drei Töchter. Am 1. April 1955 heiratete er in zweiter Ehe Isabelle Stockett Nixon. Walter Elbert Barton starb im Oktober 1983 knapp vor Vollendung seines 97. Lebensjahres. Seine letzte Ruhestätte fand Barton neben seiner ersten Ehefrau auf dem Arlington National Cemetery.

### Beruflicher Werdegang
Walter Elbert Barton erwarb  1915 seine Zulassung zur Rechtsanwaltschaft im US-Bundesstaat Indiana. In der Folge leitete er eine Anwaltspraxis in Evansville, welche er 1917 niederlegte. Seit August 1917 erhielt der in die United States Army eingetretene Barton eine Ausbildung im 2d Officers Training Camp auf dem Fort Benjamin Harrison, die er im November des gleichen Jahres abschloss. Barton wurde im Anschluss der 89th Division zugeteilt, seit März 1918 diente er in der 164th Depot Brigade, seit August 1918 bei den American Expeditionary Forces. Barton, der an der Maas-Argonnen-Offensive teilnahm, wurde im Juli 1919 im Range eines First Lieutenant ehrenhaft entlassen.
Walter Elbert Barton übersiedelte im Folgejahr nach Washington D.C., dort eröffnete er eine Anwaltskanzlei. Barton spezialisierte sich auf dem Gebiet der Bundessteuern. Er fungierte als Autor der Digest of United States Tax Laws für das Martindale-Hubbell Law Directory in den Jahren 1924 bis 1936 und als Revision Editor des Volume 7 on Corporations, Mertens Law of Federal Income Taxation. Walter Elbert Barton veröffentlichte zahlreiche Artikel betreffend den Bereich Steuern in Fachzeitschriften. Er war überzeugter Anhänger der Republikaner.
Walter Elbert Barton war Mitglied der Episkopalkirche der Vereinigten Staaten von Amerika, der Freimaurer, der Studentenverbindung Sigma Phi Epsilon und des University Club of Washington, DC.

## Publikationen
- Renegotiation of government contracts : being an analysis of the Renegotiation Act of 1951, the former Renegotiation Acts of 1942, 1943, and 1948, and the court decisions arising under the former acts, and including a correlation of the Renegotiation Acts of 1942, 1943, 1948, and 1951. Bobbs-Merrill, Indianapolis, 1952
- Correlation of section numbers and historical background: income, estate and gift tax provisions, Internal revenue codes of 1954 & 1939.Tax Law Publishing Company, Washington, 1954
- Estate planning under the 1954 code. Callaghan, Chicago, Ill., 1959
- zusammen mit Gersham Goldstein: Federal tax laws correlated : the federal income, estate, and gift tax laws from the Revenue Act of 1913 to the Internal Revenue Code of 1954, as amended. Federal Tax Press, Branford, Conn., 1968
- Fifty years of tax law practice. Dennis, Buffalo, N.Y., 1969
- The lost heritage. Dorrance, Philadelphia, Pa., 1978
- In the twilight of my memory : windows to the past. Dorrance, Ardmore, Pa., 1981